# بيرتل إريكسون
بيرتل إريكسون (بالسويدية: Bertil Ericsson) (6 نوفمبر 1908 في السويد - 18 أغسطس 2002) هو لاعب كرة قدم سويدي في مركز الوسط. لعب مع .

## وصلات خارجية
- بيرتل إريكسون على موقع اتحاد السويد (السويدية)
- بيرتل إريكسون على موقع قاعدة بيانات كرة القدم.إي يو (الإنجليزية)
- بيرتل إريكسون على موقع ناشيونال فوتبول تيمز (الإنجليزية)
- بيرتل إريكسون على موقع عالم كرة القدم.نت (الإنجليزية)
- بيرتل إريكسون على موقع أوليمبيديا (الإنجليزية)